# Promynoglenes nobilis
Promynoglenes nobilis là một loài nhện trong họ Linyphiidae.
Loài này thuộc chi Promynoglenes. Promynoglenes nobilis được A. David Blest miêu tả năm 1979.